# Chřástal chathamský
 Chřástal chathamský (Cabalus modestus) je vyhynulý nelétavý noční pták z čeledi chřástalovití (Rallidae), který se endemitně vyskytoval na Chathamských ostrovech. O druhu se toho moc neví, za jeho vyhynutím může introdukce savců (krysy, kočky a farmářská zvířata) a destrukce habitatu. Druh je vyhynulý od roku 1894.

## Taxonomie
Druh poprvé popsal novozélandský přírodovědec Frederick Hutton v roce 1872 na základě tří exemplářů z ostrova Tapuaenunku (Mangere), které mu dodal novozélandský přírodovědec Henry Travers.
Do současnosti se dochovalo pouze 34 kůží druhu, avšak na Chathamských ostrovech byla lokalizována řada fosilií druhu.

## Popis
Jednalo se o nelétavé ptáky nenápadného hnědého opeření, které působilo nadýchaným dojmem. Ocas byl krátký, zobák dlouhý. Zobák i nohy byly hnědé. Samci byli větší než samice.
Délka těla chřástalů byla pouze kolem 18 cm, váha cca 60 g. Délka křídla byla 84 mm, ocas měřil 32 mm.

## Biologie a chování
O biologii druhu se dochovalo pouze minimum informací. Jednalo se o noční ptáky, kteří hnízdili na zemi. Bílé vejce se světle šedými a načervenalými flíčky mělo rozměr 28×37 mm, ptáčata se rodila prekociální. Chřástalové se živili bezobratlými živočichy, které patrně nacházeli pomocí propichování hlíny svým dlouhým zobákem, podobě jako kořist hledá bekasina chathamská, se kterou chřástalové sdíleli habitat na ostrově Mangere. Co se týče vokálních projevů, tak se pouze ví, že matka juvenilního jedince, kterého svého času držel Henry Travers, byla lákána hlasitým žalostným nářkem vydávaným drženým juvenilním ptákem.

## Rozšíření a vyhynutí
Chřástalové chathmaští byli kdysi hojně rozšíření na ostrově Mangere i Chathamově a Pittově ostrově. V jedné z jeskyní u laguny Te Whanga se našlo stovky fosilií druhu.
Druh vyhynul již několik let po jeho prvním popisu. Již v roce 1871/1872, kdy Henry Travers „objevil“ chřástaly pro západní vědu, Travers na ostrově Mangere zaznamenal jen 12 těchto ptáků. Za vyhynutím druhu stála introdukce koček a krys obecných a ostrovních, prasat a psů, kteří byli na Chathamské ostrovy zavlečeni koncem 19. století. Pro tyto savce byli chřástalové snadnou kořistí. K vymizení chřástalů přispěla i ztráta přirozeného prostředí, jelikož původní lesy byly přeměněny na zemědělskou půdu. K destrukci habitatu přispěli i králíci a kozy. Poslední exemplář druhu byl odchycen v roce 1893 a od roku 1894 jsou chřástalové chathamští definitivně vyhynulí.
Americký badatel Storrs L. Olson v roce 1975 napsal, že vyhynutí chřástala chathamského na Pittově a Chathamově ostrově způsobila kompetice s chřástalem Dieffenbachovým (Gallirallus dieffenbachii; taktéž již vyhynulý). Novější bádání však ukázalo, že na ostrově Mangere byly oba druhy sympatrické.

## Galerie

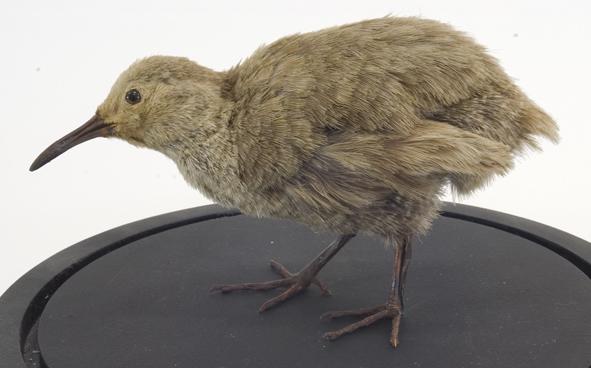
Vycpaný chřástal
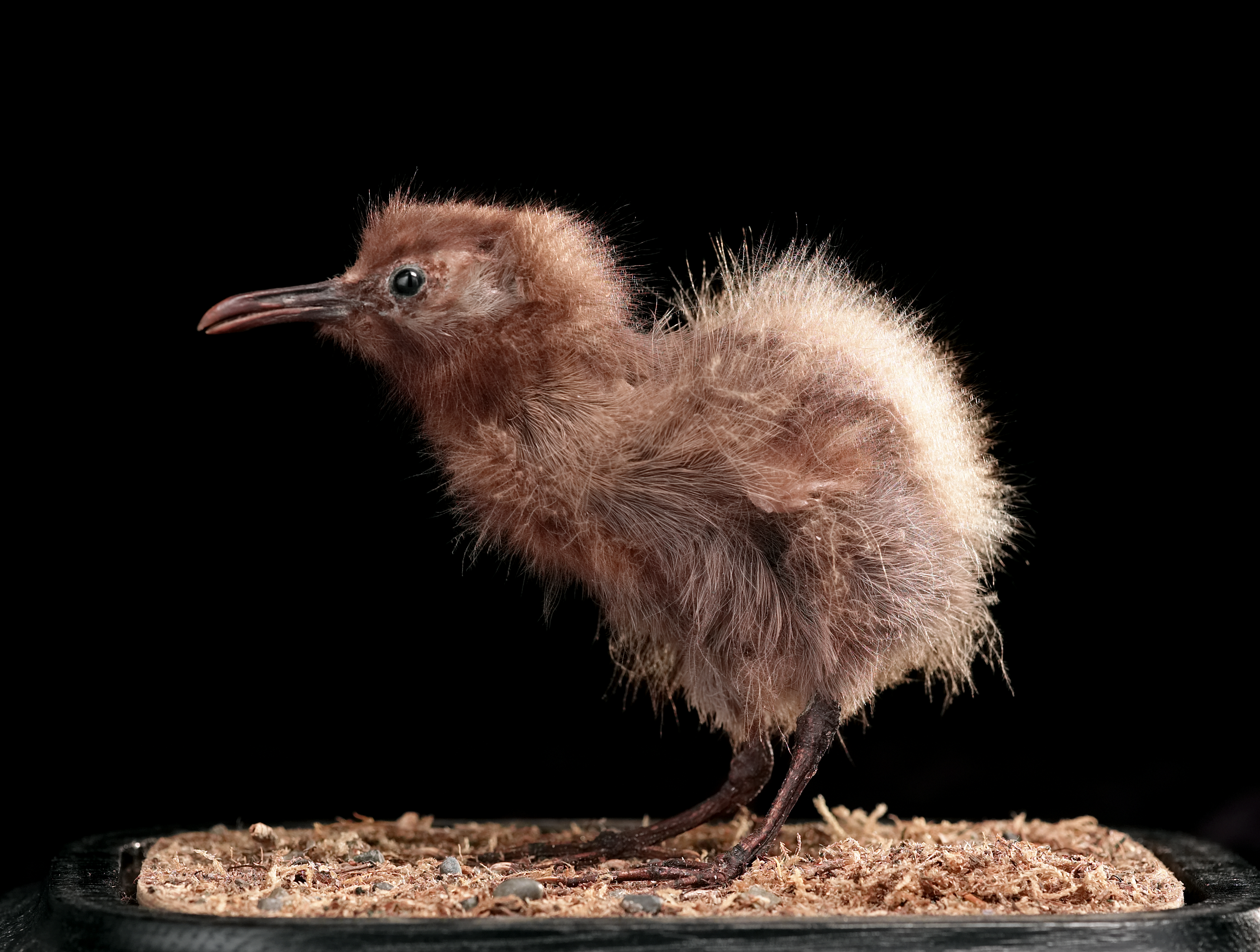
Juvenilní jedinec
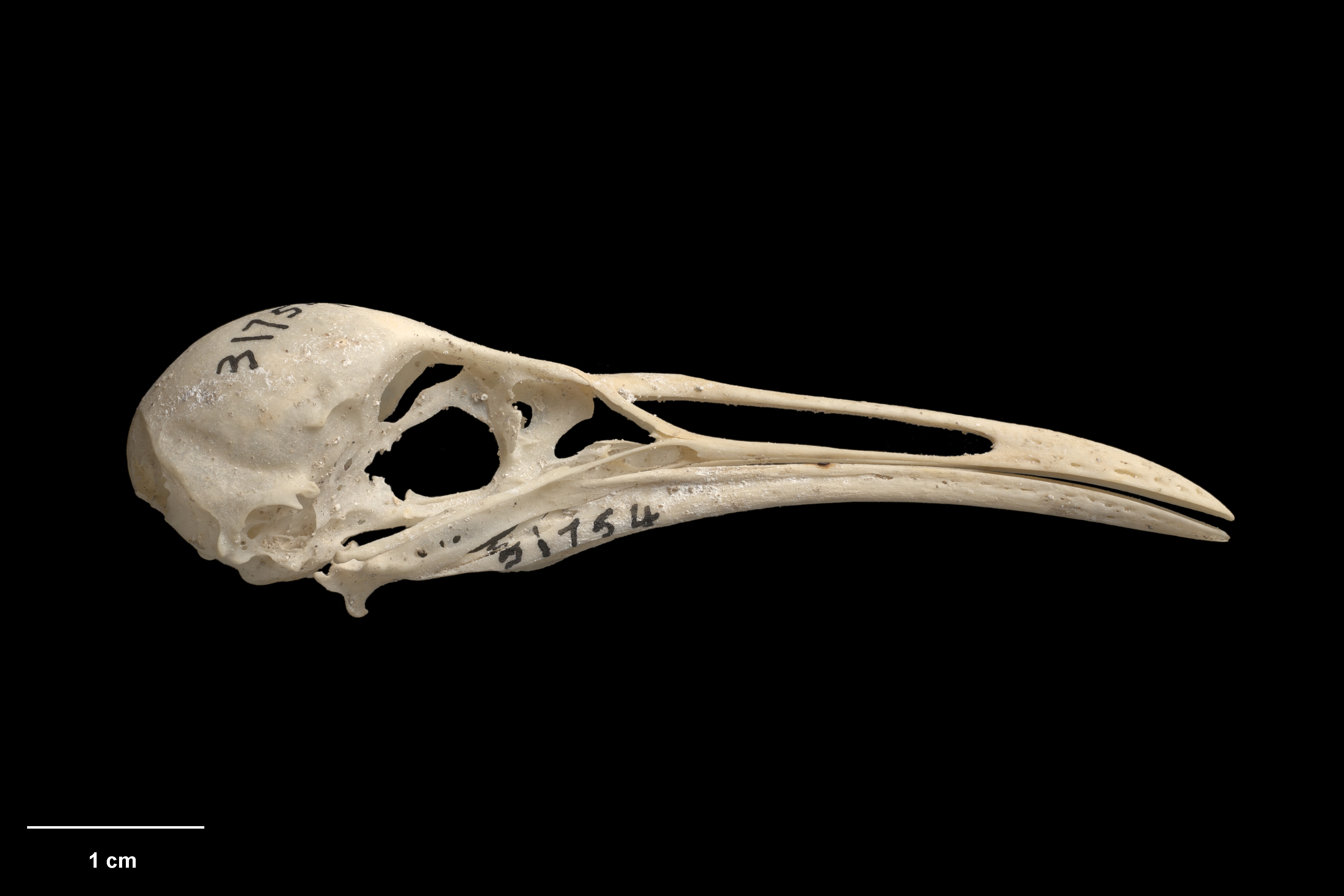
Lebka
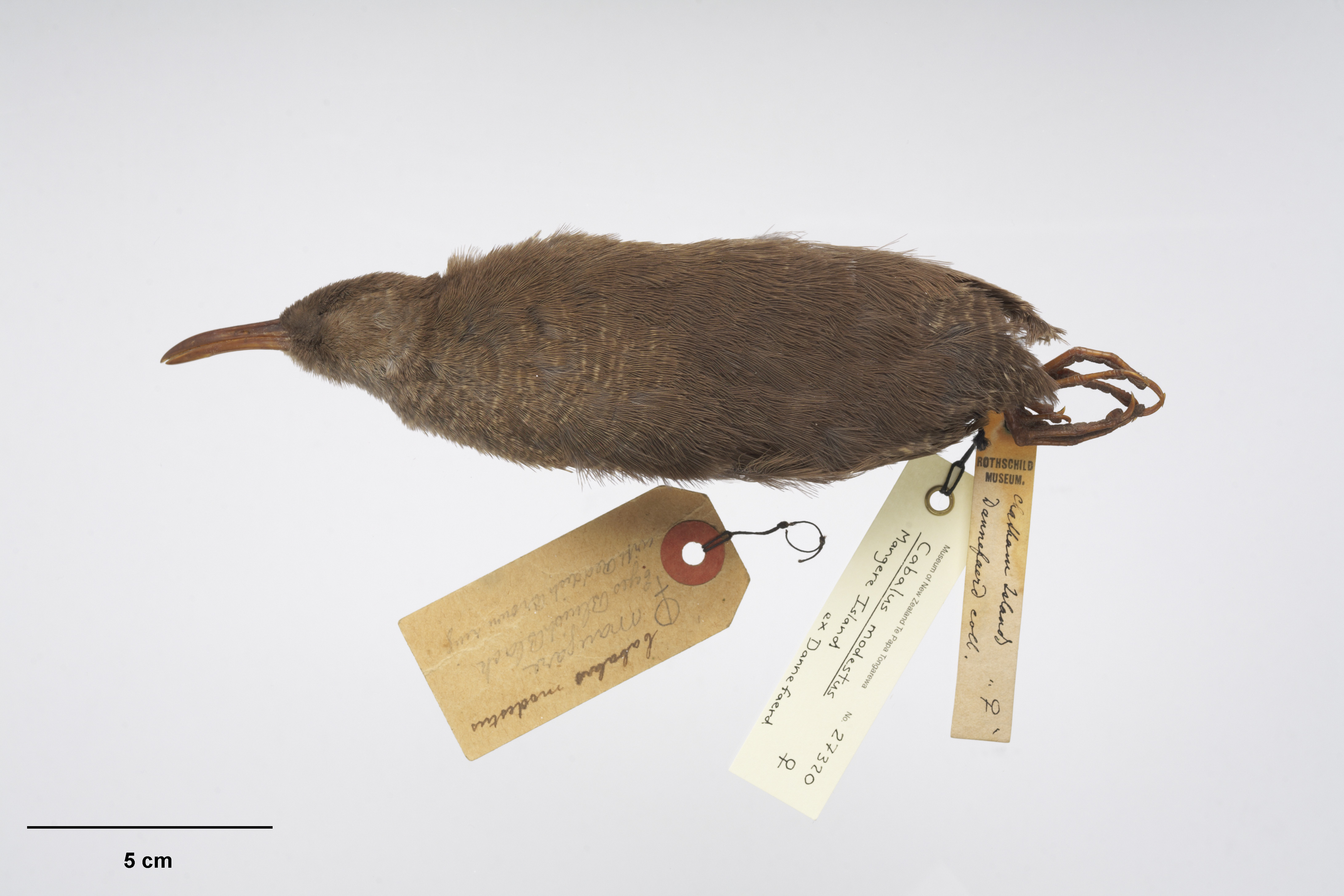
Dochovaná kůže